# Беляницы (Ивановская область)
Беляницы — деревня в Ивановском районе Ивановской области России, административный центр Беляницкого сельского поселения.

## География
Деревня расположена близ впадения речки Виргуза в реку Уводь, примыкает к городу Иваново с северо-запада. 

## История
В конце XIX — начале XX века деревня входила в состав Авдотьинской волости Шуйского уезда Владимирской губернии, с 1918 года в составе Иваново-Вознесенского уезда Иваново-Вознесенской губернии. В 1859 году в деревне числилось 25 дворов, в 1905 году — 65 дворов.
С 1929 года деревня входила в состав Авдотьинского сельсовета Ивановского района, с 1985 года — центр Беляницкого сельсовета, с 2005 года — центр Беляницкого сельского поселения.

## Население
| 1859 | 1905 | 2010 |
| ---- | ---- | ---- |
| 197  | ↗336 | ↗739 |

## Достопримечательности
Близ деревни расположена горнолыжная база «Черная гора».